# Gottlieb Leonhard Gaiser

Gottlieb Leonhard Gaiser

Gottlieb Leonhard Gaiser (* 30. Juli 1817 in Schlierbach bei Göppingen, Württemberg; † 28. Dezember 1892 in Hamburg) war ein deutscher Übersee-Kaufmann. Bekannt sind sein Westafrika-Handel und der gescheiterte Versuch, im Mahinland eine deutsche Kolonie zu gründen.

## Leben
Gaiser wurde als Sohn eines Gast- und Landwirtes im Königreich Württemberg geboren. Nach Lehrjahren in Vaihingen an der Enz und in Kirchheim unter Teck ging Gaiser nach Südfrankreich. Er lernte unter anderem in Marseille die Verarbeitung tropischer Ölfrüchte kennen. Am 31. März 1854 erwarb Gaiser als Kaufmann das Hamburger Bürgerrecht. Im Jahr 1859 gründete er mit Franz Settels in Hamburg-Harburg das erste palmkern-verarbeitende Unternehmen der deutschen Länder. Die Kerne der Ölpalme bezogen sie aus Lagos und Whydah in Westafrika. Die Verarbeitung erfolgte in einer eigenen Ölmühle in Harburg.
1854 heiratete Gaiser Margaretha Dorothea Henriette, verw. Rengstorff, geb. Brettschneider. Ihr Vater, Peter Jacob Brettschneider, war ein vermögender Firmeninhaber und Hotelier in Hamburg.

### Das UnternehmenG. L. Gaiser
Nach der Trennung von Settels im Jahr 1865 gründete Gaiser zusammen mit Johann Witt ein eigenes Einkaufshaus, unter anderem mit Niederlassungen im späteren Nigeria. Nach Witts Ausscheiden im Jahr 1876 hieß das Unternehmen nur noch G. L. Gaiser. Es wurde zu einem der führenden deutschen Westafrika-Unternehmen. Als einer der ersten Hamburger Kaufleute hatte Gaiser somit ein Industrieunternehmen und ein Überseehaus in einer Hand vereinigt. Eine Ausweitung des Geschäftsgebiets nach Dahomey scheiterte indes an den französischen Kolonialbehörden. Diese förderten im Gegensatz zu Gaisers Barzahlung an die Erzeuger ein Trustsystem mit einheimischen Händlern.

### Gaiser und dasMahinland

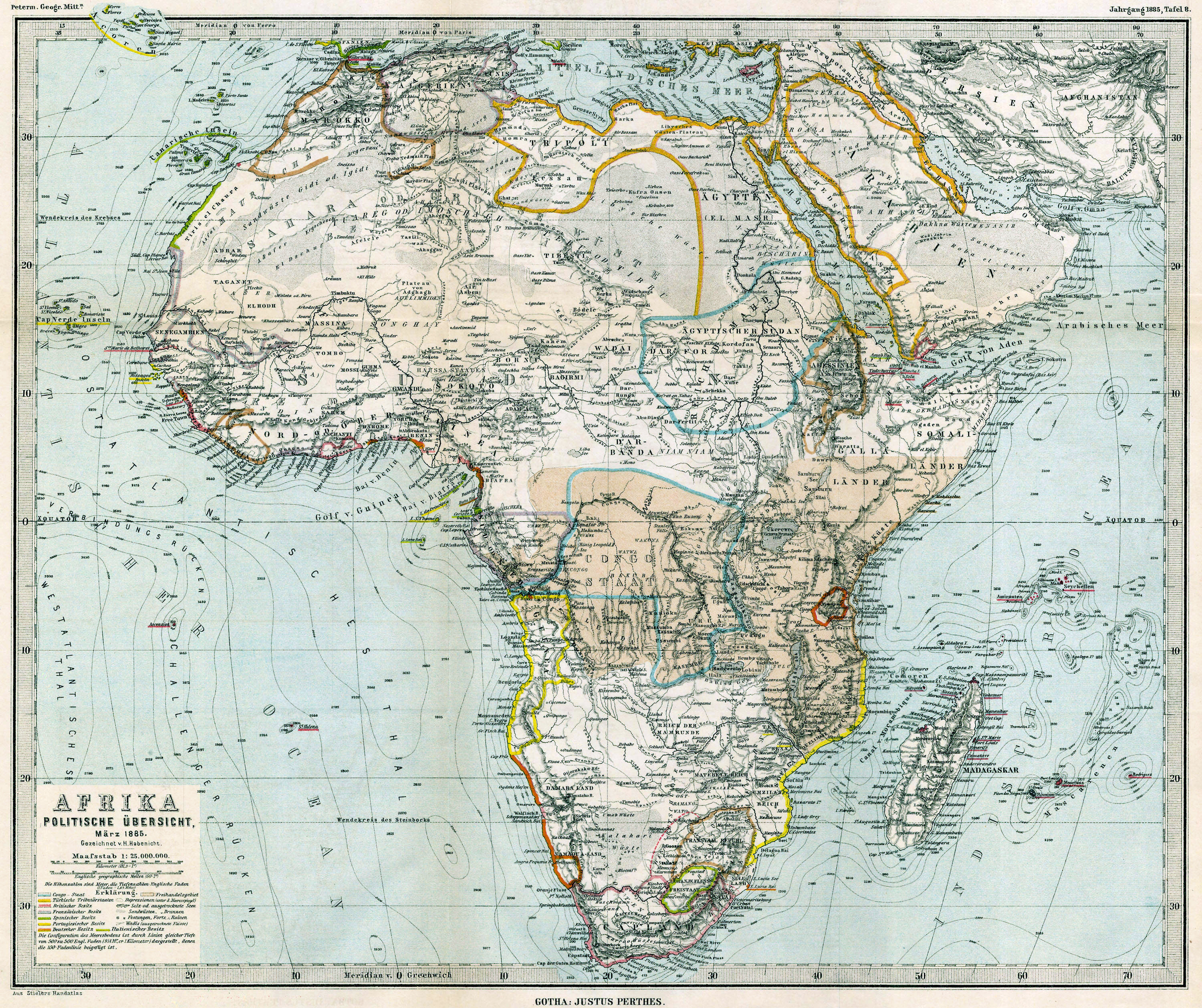
Politische Karte Afrikas vom März 1885: Ein Küstenabschnitt Nigerias ist als „deutscher Besitz“ orange gekennzeichnet (das Mahinland)

Gaiser nahm aktiv an der deutschen Kolonialpolitik teil. Am 15. Dezember 1884 gründete H. Bey, deutscher Konsul und gleichzeitig Generalagent für G. L. Gaiser, eine Faktorei östlich von Lagos. Diese befand sich auf dem firmeneigenen Dampfschiff Tender (ca. 79 BRT, Baujahr 1862), das als Hulk in der Artijere-Lagune verankert wurde. Im Januar 1885 schloss ein Agent des Hauses Gaiser mit dem Oberhaupt von Mahin Verträge ab. Die Verträge umfassten die Abtretung von Hoheitsrechten gegen eine (symbolische) Bezahlung von 20 Pfund sowie Seide und Spirituosen. Das Ziel war die Erklärung der deutschen „Schutzherrschaft“ über das sogenannte Mahinland. So sollte ein zollfreies Einfallstor des deutschen Handels zum Niger entstehen. Das Gebiet wurde tatsächlich im März 1885 von Reichskommissar Gustav Nachtigal unter vorläufigen deutschen Schutz gestellt. Anders als in Kamerun und Togo lehnte Bismarck eine dauerhafte Besitzergreifung jedoch zugunsten Großbritanniens ab. So fiel Mahin an die Regierung in London, die eine Entschädigung an Gaiser ablehnte. In den letzten Lebensjahren konzentrierte sich Gaiser auf den Handel mit Kamerun, dessen Aufschwung er noch erlebte.

## Erinnerung

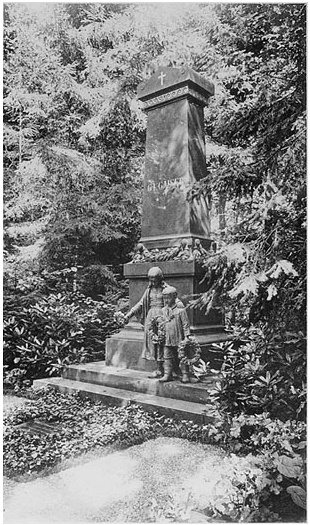
Gaisers Grabmal auf dem Friedhof Ohlsdorf in Hamburg (Foto von 1901)

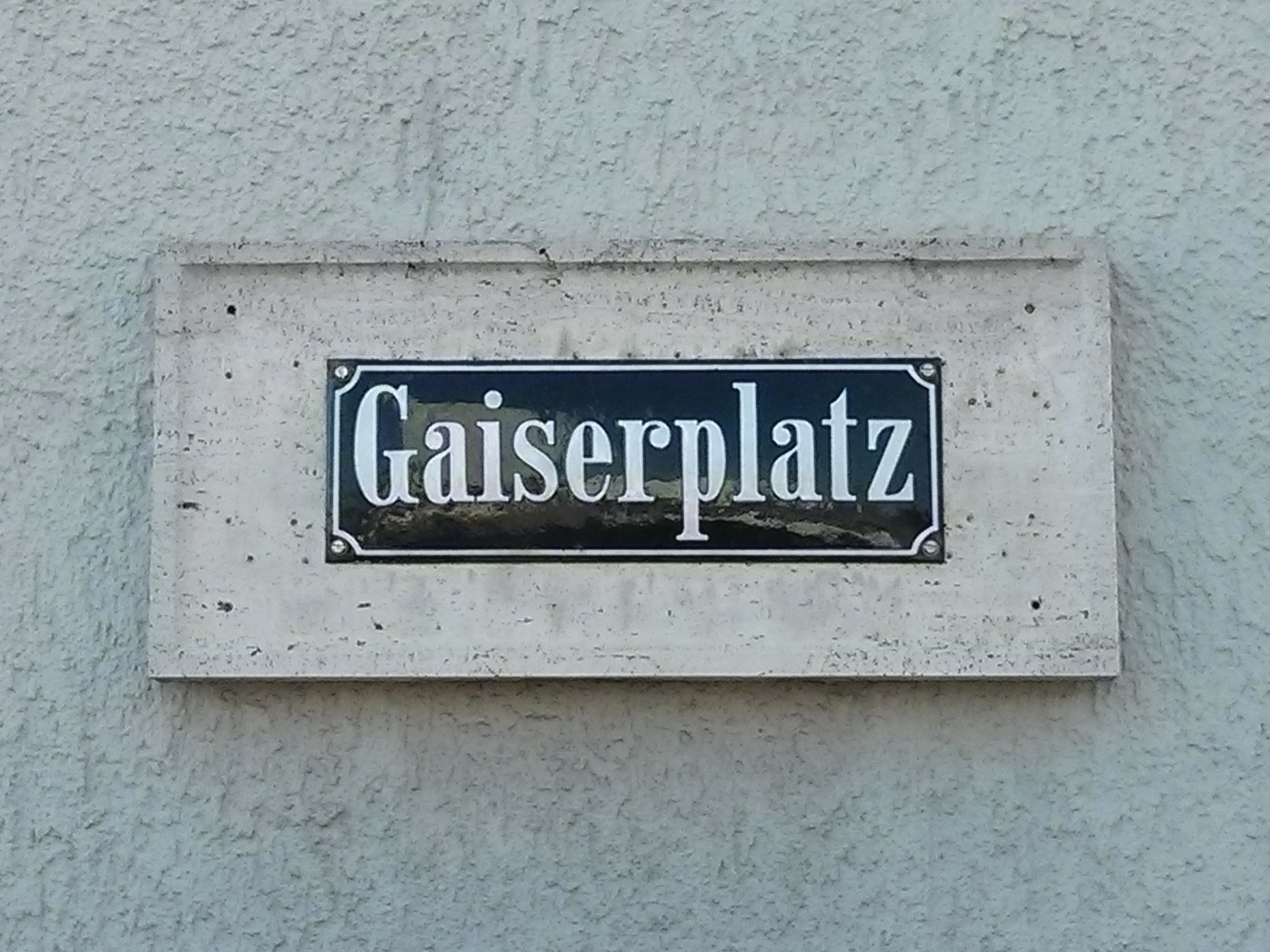
Schild am Gaiserplatz in Kirchheim unter Teck

Gaisers Grab befindet sich auf dem Hamburger Friedhof Ohlsdorf. Straßen in Schlierbach und in Hamburg-Harburg sind seit 1948 bzw. 1950 nach ihm benannt. Die Bezeichnung Gaiserplatz in Kirchheim unter Teck geht ebenfalls auf ihn zurück.
Gaiser ist auch als Stifter in Erinnerung. Er beteiligte sich unter anderem an einer Spende für den Bau des Teckturms mit Schutzhütte. Fast eine halbe Million Mark vermachte er wohltätigen Einrichtungen in Hamburg.